# アマゾン中国
アマゾン中国（中: 亚马逊中国、英: Amazon China）は、北京市を拠点とする中華人民共和国のオンラインショッピングサイト。2004年にAmazon.comに買収された。
過去にJoyo.com（卓越ネットワーク）やJoyo Amazon（卓越アマゾン）という社名を使用していた。

## 歴史

### 起源
Joyo.comは2000年以前はIT情報サービスとダウンロードサイトだった。
1998年8月にJoyoはキングソフトによって設立されたが1999年2月にウェブサイトになった。
当時、Joyoはキングソフトの子会社の一つであり、従業員数は5人と小規模だったが半年後に中国のウェブサイトで33番目の大きさになりソフトウェアCDを出版した。

### オンライン書店
中国本土のネットが先進国と比べてかなり遅れていた1999年にKingsoftは「Joyo.com」をオンライン書店にすることを決めた。Joyoの事業費は殆どカバーされておらず、多くは親会社の投資に頼っていた。
1999年にJoyo.comは当時5人の従業員と共にテスト運用を始めたが、準備会社としてのJoyoは「中国で最大かつ最良のウェブサイト」になる使命をもっていた。半年後JoyoはいくつかのオフラインでのソフトウェアサービスCD出版事業の立ち上げ成功によってよく知られるサイトになった。
Joyo.comはダウンロードサービスとIT情報の提供を2000年に停止し、同時に新しいオンライン書店ストアをリリースした。
当初、Joyoは北京市でオンライン書店ストアを提供できる唯一の存在であった。12月にはJoyoは上海市でもサービスを始めた。2003年の4月には広州市でサービス提供開始。
同月にJoyo.comは利益が出るようになった。9月にはJoyoはタイガー・マネジメントから5200万ドルの出資を受けた。それ以降、Joyoは自社のビジネスを雑貨にまで拡大し、日用品を販売した。

### Amazon
Amazon.comは2004年8月19日に卓越を7500万ドルで引き受けた。これでアメリカ、カナダ、フランス、ドイツ、日本、イギリスに続く7か国目のアマゾンの地域サイトとなった。
2007年6月5日、「joyo.com」は「amazon.cn」に改名され、中国名が「卓越网」（卓越ネットワーク）から「卓越亚马逊」（卓越アマゾン）に変更された。
2011年10月27日、アマゾン中国の中国名が「卓越亚马逊」（卓越アマゾン）から「亚马逊中国」（アマゾン中国）へ変更された

### オペレーションセンター
アマゾン中国は現在15のオペレーションセンターを以下の地域に設立している
- 北京市
- 上海市
- 天津市
- 蘇州市
- 広州市 (2)
- 成都市 (2)
- 武漢市
- 瀋陽市
- 西安市
- 廈門市
- 崑山市
- 済南市
- ハルビン市

### 中国向け事業縮小
2019年4月18日、アマゾンは同年の7月18日までに中国国内で第三者の商品をネット通販する「マーケットプレイス」事業を停止することを発表した。